# Pielice (powiat strzelecko-drezdenecki)
Pielice (niem. Pehlitz) – wieś w Polsce położona w województwie lubuskim, w powiecie strzelecko-drezdeneckim, w gminie Strzelce Krajeńskie. W latach 1975–1998 miejscowość administracyjnie należała do województwa gorzowskiego.
Wieś zamieszkuje 130 mieszkańców i posiada 27 budynków mieszkalnych. We wsi działa Ochotnicza Straż Pożarna.

## Położenie
Wieś znajduje się na skraju Puszczy Drawskiej. Łączy się drogą lokalną z miejscowościami Lipie Góry i Ogardy. Obok wsi znajduje się niewielkie jezioro Pielice. Nieco dalej na wschód jezioro Osiek i leśne pole namiotowe.

## Zabytki
Do wojewódzkiego rejestru zabytków wpisany jest:
- kościół ewangelicki, obecnie rzymskokatolicki filialny Matki Bożej Nieustającej Pomocy[5], zbudowany w pierwszej połowie XVIII wieku, szachulcowy, częściowo obmurowany. Kościół jest jednonawowy, na planie prostokąta, z niską wieżą

inne zabytki:
- park o powierzchni około 2,5 ha z gatunkami drzew rodzimych i obcych

inne zabytki: 
- z dawnego założenia dworskiego do czasów obecnych przetrwały jedynie:
  - dawna gorzelnia
  - resztki parku krajobrazowego z pierwszej poł. XIX w.
- stare szachulcowe domy nadają wsi specyficzny klimat.